# Cobeña
Cobeña è un comune spagnolo di 3 365 abitanti situato nella comunità autonoma di Madrid.